# Martin Neudörfl
Martin Neudörfl (* 1991 Český Krumlov) je český lingvista a hejtman Schwarzenberské granátnické gardy.

## Život
Narodil se v Českém Krumlově. Vystudoval Gymnázium v Českém Krumlově, účastnil se studijních pobytů ve Velké Británii, Francii a Japonsku. K roku 2020 studuje na Karlově Univerzitě, mezi jeho hlavní studijní zájmy patří obecná jazykověda a regionální historie se zaměřením na dějiny Českého Krumlova a Šumavy.

## Sarkézská normanština
Již během svých studií francouzské filologie se zajímal o sarkézštinu. Naučil se ji za čtyři roky studiem písemných pramenů a starých audiozáznamů z archivů na ostrově Sark. K roku 2019 zachraňuje tento jazyk, kterým se hovoří na ostrově Sark v Lamanšském průlivu. K roku 2022 existují tři rodilí mluvčí tohoto jazyka. Snaží se o konzervaci a renesanci tohoto jazyka.

## Schwarzenberská granátnická garda
V Českém Krumlově se podílel na přípravě programu obnovy Schwarzenberské granátnické gardy, která střežila zámek v Českém Krumlově od poloviny 18. století až do roku 1948. Stal se v roce 2015 historicky jejím XVII. hejtmanem a získal pro svou činnost svolení od rodu Schwarzenbergů. K roku 2020 je Velitelstvím Schwarzenberské granátnické gardy pověřen vedením Programu obnovy a souvisejících projektů. Je vedoucím Archivu Schwarzenberské granátnické gardy i jeho výzkumného oddělení.